# Morpho intermedia
Morpho intermedia är en fjärilsart som beskrevs av James John Joicey och William James Kaye 1917. Morpho intermedia ingår i släktet Morpho och familjen praktfjärilar. Inga underarter finns listade i Catalogue of Life.